# Fairchild Dornier 328JET
Il Dornier 328-300, commercialmente noto anche come Fairchild Dornier 328JET, è un bimotore di linea regionale turbofan ad ala alta derivato dalla versione turboelica Dornier 328-100.
Il 328 è stato progetto dall'azienda tedesca Dornier Luftfahrt GmbH, acquisita nel 1996 dalla statunitense Fairchild Aircraft successivamente ridenominata Fairchild Dornier. Il 28 luglio 2003, a seguito del fallimento della Fairchild, la società venne acquisita dalla AvCraft Aerospace che, a sua volta in cattive acque, passò il type certificate alla neonata 328 Support Services GmbH il 7 giugno 2006.

## Storia
A causa della diffidenza verso gli aeromobili ad elica da parte del passeggero comune (che tende ad associarli a mezzi inaffidabili o comunque di tecnologia superata), la Fairchild Dornier annunciò, il 5 febbraio 1997, lo sviluppo della versione con turbofan del Dornier 328. Allo stesso tempo previde anche una versione allungata da 44 posti (il 428JET, che però non andò oltre la fase di progetto preliminare) e una nuova linea per il 728JET di cui furono costruiti tre prototipi, nessuno dei quali andò mai in volo.
Lo scarso successo commerciale del 328JET, principalmente causato dall'elevato costo per passeggero che lo rendevano non competitivo per le tratte regionali a cui era destinato, portò al fallimento la Fairchild Dornier nel 2002 ed alla chiusura della produzione.
La AvCraft Aerospace rilevò l'intero progetto del 328, inclusi 18 aeromobili ancora in linea di produzione in vari stadi di completamento. Nel 2004, però, a causa dei mancati profitti attesi dalla vendita dei 328JET, la AvCraft cessò definitivamente la produzione.
Dal 2006 il Type Certificate Holder del 328 è l'azienda 328 Support Service GmbH, sempre basata all'aeroporto di Oberpfaffenhofen in Germania.

### Sviluppo
Il primo prototipo con motori turboventola (marche D-BJET) fu completato il 6 dicembre 1997 riconvertendo il secondo prototipo usato per la certificazione della versione turboelica (D-CATI). Il primo volo avvenne il 20 gennaio del 1998 mentre altri tre prototipi venivano allestiti per le prove di certificazione che si conclusero, dopo 1560 ore di volo, con certificazione della JAA (l'8 luglio 1999) e della FAA (15 luglio 1999).

### Tecnica

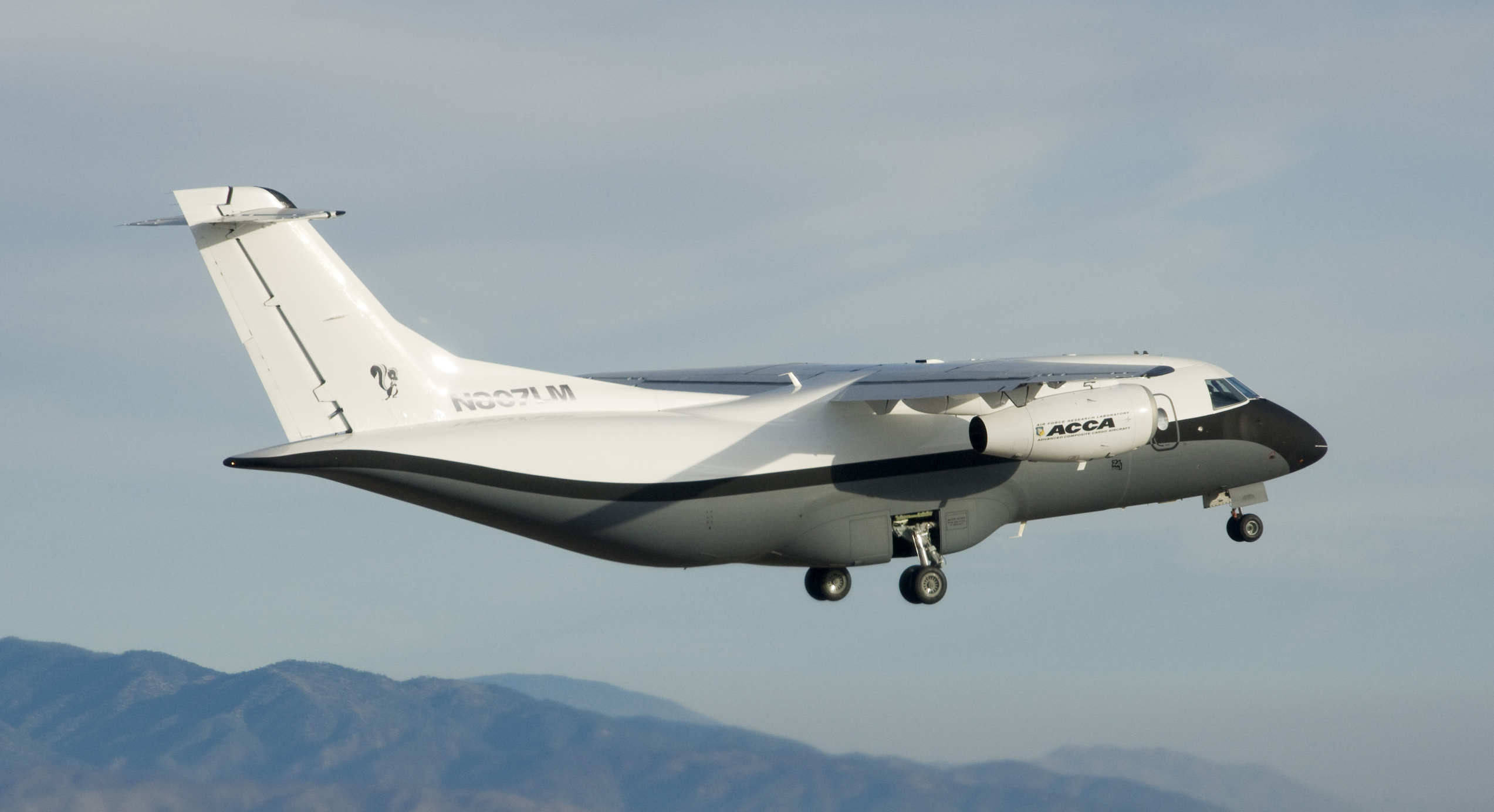
Dimostratore X55-ACCA.

La parte pressurizzata della fusoliera era costruita dalla Alenia Aermacchi assemblando pannelli in leghe di alluminio prodotti in Portogallo, mentre la parte posteriore non pressurizzata, gli impennaggi di coda e le carenature del carrello principale sono in composito. Il cono di coda che racchiude l'APU è in titanio.
L'ala alta sfrutta profili supercritici (DOA5M40 e DOA6M3) frutto del progetto Tragflügel Neue Technologie (ala a nuova tecnologia) e già impiegati nel Dornier Do 228. Era costruita negli stabilimenti Fairchild Dornier di San Antonio negli Stati Uniti e poi assemblata in Germania ad Oberpfaffenhofen.
L'avionica si basa sul glass cockpit Honeywell Primus 2000, con 5 schermi CRT a disposizione dell'Electronic Flight Instrument System (EFIS).
Sia i motori Pratt & Whitney Canada PW 306B che l'APU Honeywell GTCP-36-150(DD) sono controllati da sistemi FADEC (Full Authority Digital Engine Control).

## Versioni

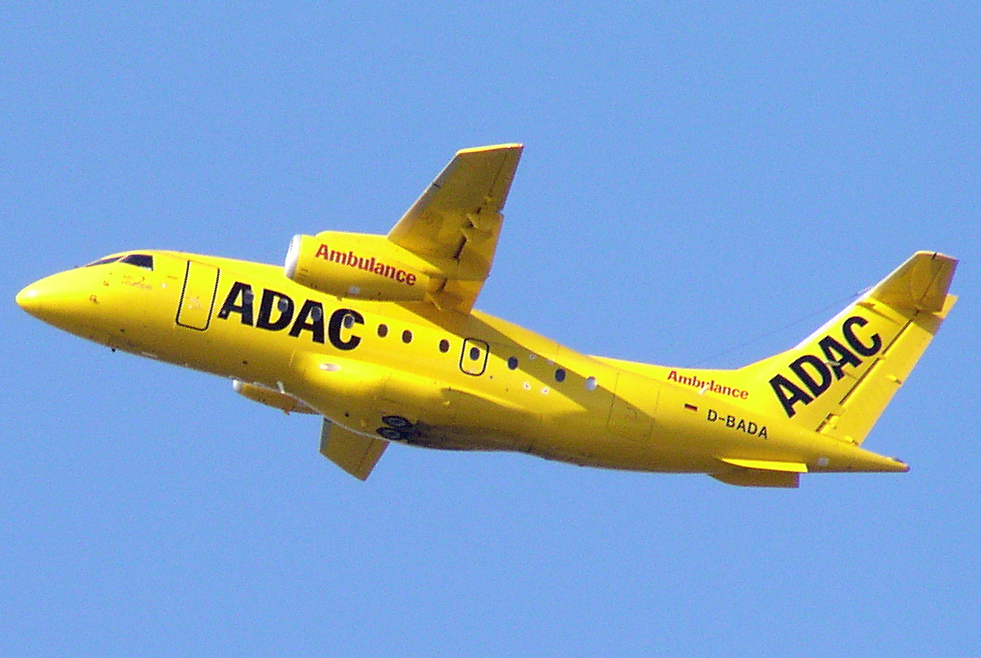
ADAC 328JET air ambulance.

Durante la produzione del 328Jet venne introdotta la variante "Mod 10" (anche nota come 328-310) con modifiche strutturali al carrello di atterraggio e alle ali che permettevano un peso massimo al decollo aumentato a 15.660 kg contro i 15.200 della versione base.
Fino al 2002 (anno della bancarotta della Fairchild) erano allo studio anche una versione militare multiruolo (328Jet SMA), per compiti di trasporto truppe, ricerca e salvataggio, sorveglianza e ricognizione così come una versione cargo con portellone posteriore per il carico di pallet.
A partire da un 328-300 la Lockheed Martin ha sviluppato un dimostratore con fusoliera in composito, l'X55-ACCA.
Due 328-300 sono stati costruiti specificatamente come aero-ambulanza e possono trasportare fino a 11 pazienti.

## Utilizzatori
Al primo dicembre 2010, solo il 33% dei 105 esemplari costruiti risultavano in esercizio. L'Operatore proprietario del maggior numero di velivoli è la Tianjin Airlines con 29 esemplari. Altre 13 compagnie aeree hanno in flotta il Dornier 328-300.

## Incidenti
- Il 3 giugno 2006 un Dornier 328JET della Private Jet Charters uscì di pista all'aeroporto Manassas Regional Airport e si fermò su una strada adiacente. Nessuna delle otto persone a bordo rimase ferita, ma il velivolo riportò danni sostanziali alla struttura tali da non renderne conveniente la riparazione.[7]